# Detector de minas polaco

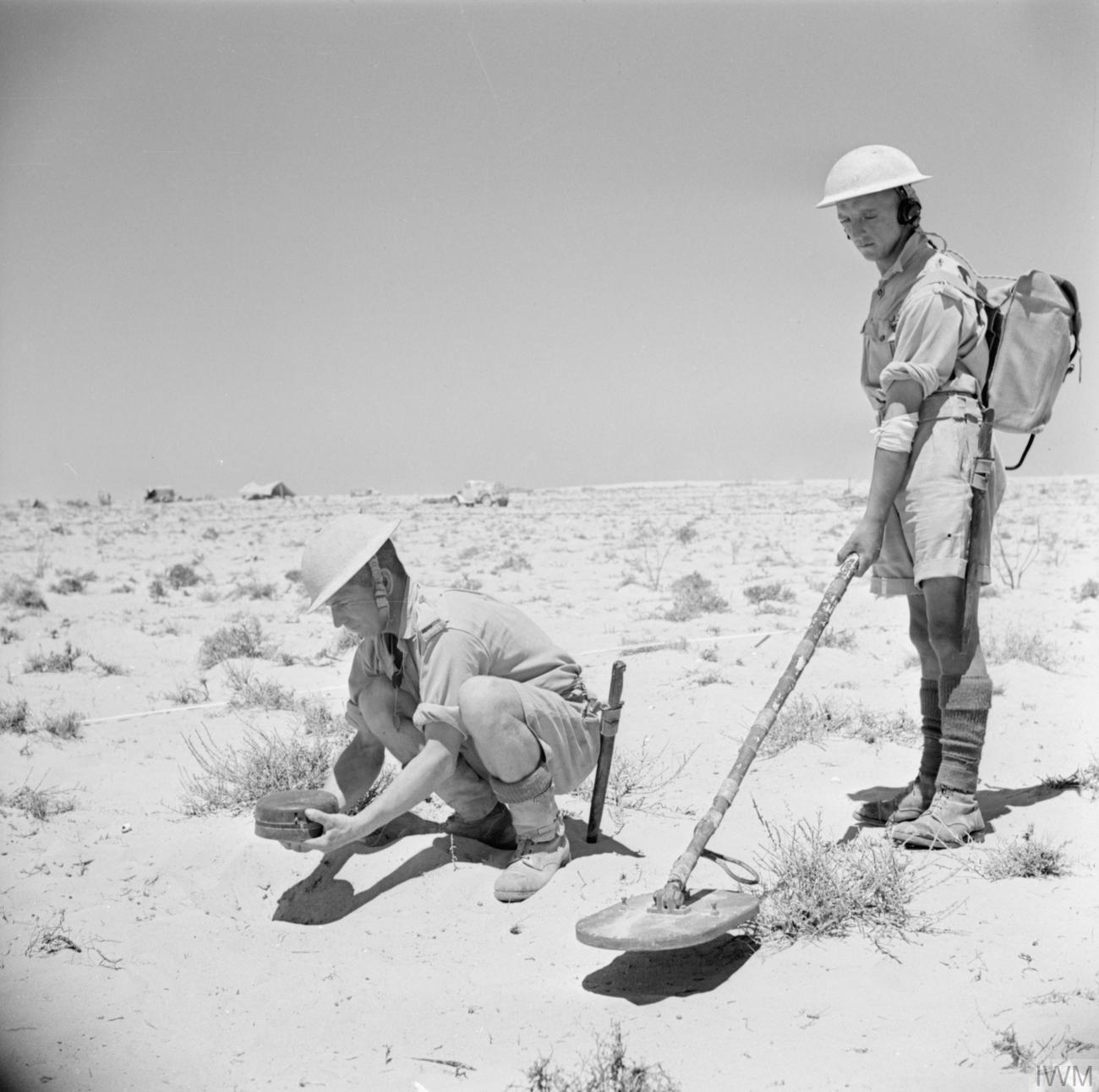
Soldados de los Royal Engineers utilizando el detector Mark 1 en el norte de África, agosto de 1942.

El detector de minas (polaco) Mark 1 era un detector de metales usado para localizar minas terrestres. Fue desarrollado durante la Segunda Guerra Mundial en el invierno de 1941/1942 por el teniente polaco Józef Kosacki.

## Historia
En el período previo a la guerra, el Departamento de Artillería del Ministerio de Defensa Nacional polaco ordenó la construcción de un dispositivo que pudiera ser útil en la localización de artefactos sin estallar en los campos de entrenamiento de artillería. 
El instrumento fue diseñado por la compañía electrónica AVA Radio Company, pero su ejecución fue impedida por el estallido de la guerra defensiva polaca. Tras la invasión de Polonia de 1939 y la transferencia del gobierno polaco a Francia, el trabajo se reinicia en el dispositivo, esta vez concebido como un detector de minas. Poco se sabe de esta etapa de construcción, pues la obra fue detenida por la batalla de Francia y la necesidad de evacuar al personal de Polonia a Gran Bretaña.
Allí, a finales de 1941, el teniente Józef Kosacki ideó un proyecto final, basado en parte en los primeros diseños. Su descubrimiento no fue patentado, se lo dio como un regalo al ejército británico. Recibió una carta de agradecimiento del rey por este acto. Su diseño fue aceptado y 500 detectores de minas fueron enviados de inmediato a El Alamein, donde duplicó la velocidad de avance del 8º Ejército británico. Durante la guerra fueron producidos más de 100.000 detectores de esta clase, junto con varios cientos de miles de los nuevos desarrollos del detector de minas (Mark II, Mk. III y Mk IV). El detector fue utilizado más adelante durante la invasión aliada de Sicilia, la invasión aliada de Italia y la invasión de Normandía. Este tipo de detectores (Mark 4c) fue utilizado por el ejército británico hasta 1995.

## Diseño
"El detector polaco tenía dos bobinas, una de las cuales estaba conectado a un oscilador que generaba una corriente oscilante con una frecuencia acústica. La otra bobina se conectaba a un amplificador y un teléfono. Cuando las bobinas estaban en la proximidad de un objeto metálico, el equilibrio entre las bobinas se interfería y el teléfono comunicaba una señal. El equipo pesaba algo menos de 30 libras (14 kg) y podría ser operado por un solo hombre. El detector polaco estuvo en servicio durante toda la guerra y la versión Mark 4c todavía fue utilizada por el ejército británico hasta 1995."
—Mike Croll, The History of Landmines (La historia de las minas terrestres)

## Componentes
1. Placa de detección.
2. Mango (dos partes) con contrapeso.
3. Cuadro de trabajo fijo en el mango.
4. Amplificador y batería en la bolsa de transporte.
5. Auriculares.